# Přemilovice (stará tvrz)
Přemilovice jsou zaniklá tvrz na okraji Sedlce v Karlových Varech. Nachází se na břehu bezejmenného rybníka mezi sedleckým zámkem a hospodářským areálem, ve kterém během renesance vznikla nová tvrz. Dochované tvrziště je od roku 1964 chráněné jako kulturní památka.

## Historie
Tvrz stávala ve vsi Přemilovice, která zanikla splynutím se Sedlcem. První písemná zmínka o vsi i tvrzi pochází z roku 1464. Předpokládá se, že tvrz byla založena již ve čtrnáctém století a vesnice snad již ve dvanáctém století. Existuje i hypotéza o vzniku tvrze v osmdesátých letech dvanáctého století.
Ve druhé polovině patnáctého století Přemilovice patřily Štampachům ze Štampachu. Roku 1464 je zmiňován Ondřej ze Štampachu a roku 1493 patřily Mikulášovi ze Štampachu. Příslušníkům jejich rodu vesnice s tvrzí zůstala až do šestnáctého století, kdy starší přemilovická tvrz zanikla a jako panské sídlo ji nahradila nová renesanční tvrz připomínaná poprvé roku 1568.

## Stavební podoba
Z tvrze se dochovalo močálem a rybníkem obklopené kruhové tvrziště o průměru asi šedesát metrů. Opevnění tvořil val s příkopem. Na centrálním pahorku jsou patrné stopy zdiva odkrytého archeologickým výzkumem z roku 1937. Příkop je široký až osm metrů a plošina pahorku má průměr asi dvacet metrů. Archeologickým výzkumem na ní byly odkryty základy nejspíše věžovité stavby s obdélným půdorysem o rozměrech 8 × 9 metrů a zdmi silnými až 1,7 metru. K hlavní budově přiléhal schodišťový přístavek a k severovýchodnímu nároží ještě menší stavba s rozměry 4,4 × 3,3 metru.

## Přístupnost
Lokalita je volně přístupná, ovšem v prostředí dlouhodobě neudržovaném. Bez zájmu veřejnosti pustne již od doby archeologického průzkumu před druhou světovou válkou.